# Marvel Millennium: Homem-Aranha
Marvel Millenium: Homem-Aranha foi uma publicação mensal da Panini Comics composta pelas revistas da linha Ultimate Marvel, da Marvel Comics (no Brasil, batizada à ocasião de Marvel Millennium). Essa revista publicou a visão que a Marvel tem dos conhecidos heróis da Terra-616 numa versão mais jovem, onde quase todos começaram suas vidas de heróis há pouco tempo. Não se pode confundir as histórias ali publicadas com as histórias publicadas em revistas do Universo Marvel regular (X-Men, Homem-Aranha, Universo Marvel etc).
Marvel Millennium: Homem-Aranha foi uma das seis publicações originalmente lançadas pela Panini ao assumir a Marvel no Brasil (Homem-Aranha, Marvel 2002, Marvel Millennium: Homem-Aranha, Paladinos Marvel, X-Men e X-Men Extra), e foi uma das quatro publicações da Panini a alcançar a marca de 100 edições (sua última, por sinal), juntamente com as séries Homem-Aranha, X-Men e X-Men Extra.
A série foi publicada em dois formatos diferentes, no "formato millenium" (18,5 cm x 27,5 cm), da edição 1 à 19, e posteriormente em formato americano (17 cm x 26 cm), da edição 20 em diante.
Após seu cancelamento, a Panini passou a publicar as edições da linha em uma nova revista, intitulada simplesmente Ultimate Marvel, logo após a publicação de um especial intitulado Marvel Millenium: Requiém.

## Publicação pela Editora Abril

### Marvel Século 21: Homem-Aranha (2001)
Inicialmente lançada pela Abril em setembro de 2001, a linha Millennium teve 4 edições publicadas sob a denominação Marvel Século 21. A revista inovou no formato (18,5 cm x 27,5 cm) e serviu de inspiração para todas as publicações lançadas pela Panini em janeiro de 2002, a qual passou até mesmo a chamar o formato de "formato millenium".

### Ultimate Marvel (2010)
Após a sequência de eventos da saga Ultimatum, a Panini interrompeu a publicação de Marvel Millenium: Homem-Aranha e iniciou a publicação de uma nova revista mensal, com 76 páginas e três histórias, intitulada simplesmente Ultimate Marvel, a partir de julho de 2010. Com o início dessa publicação, a linha foi aparentemente renomeada de Marvel Millenium para o original em inglês, Ultimate Marvel.